# برندورف (نیدر اوسترایش)
برندورف (به آلمانی: Berndorf) یک شهر و  شهرک با حقوق شهرک و روستای سابق  در اتریش است که در ناحیه بادن واقع شده‌است. برندورف ۸٬۷۲۸ نفر جمعیت دارد.